# Zaubertafel

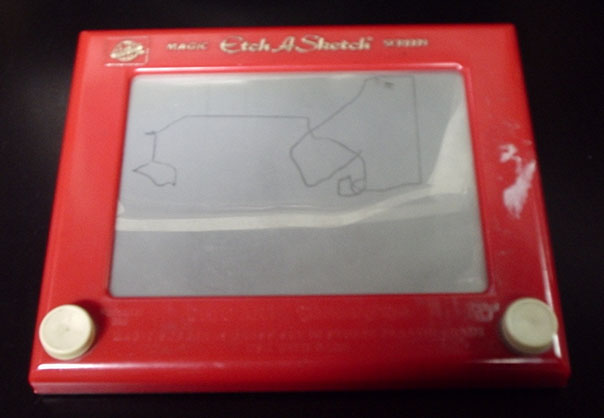
Zaubertafel: Variante Etch A Sketch

Eine Zaubertafel ist ein Zeichenbrett, auf dem man mit einem speziellen Stift lediglich mittels mechanischen Drucks oder Magnetismus ohne Verbrauch von Schreibmaterial schreiben und das Geschriebene wieder löschen kann. Erfunden wurde die Zaubertafel von André Cassagnes, der am 16. Januar 2013 im Alter von 86 Jahren starb.

## Arten
Es gibt verschiedene Arten solcher „Zaubertafeln“.
- Bei der einen Variante (Etch A Sketch) ist innen ein silbrig-helles Pulver, das an der Innenseite der durchsichtigen Platte haftet. Mit zwei Rädchen wird über Schnurzug ein eingebauter, von außen nicht sichtbarer Metallstift in X- und Y-Richtung bewegt. Dieser zeichnet eine Linie in den Staub.

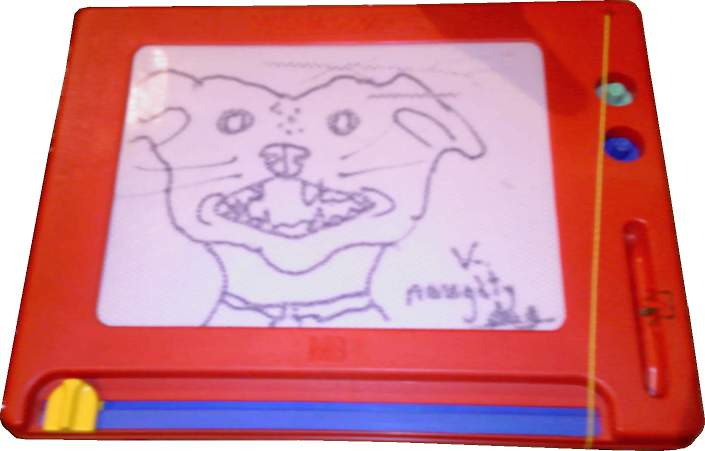
Magna Doodle

- Das Funktionsprinzip der zweiten Variante („Magna Doodle“) sind Waben, in denen eine weiße undurchsichtige Flüssigkeit und feine magnetische Eisenspäne sind. Man zeichnet mit einem Stift, der eine magnetische Spitze hat (man kann auch mit magnetischen Stempeln „zeichnen“). Durch die magnetische Anziehung werden die Späne in der Wabe nach oben gezogen, dadurch wird die Wabe dunkel. Mit dem Schieber wird ein Magnet unter den Waben bewegt, dieser zieht die Späne wieder nach unten und die Wabe wird wieder hell. Erfunden wurde diese Tafel im Jahre 1974.

- Die dritte Variante funktioniert sehr einfach, sie gibt es bereits seit den 1960er-Jahren. Diese Tafeln sind dünn und bestehen aus einer einfachen Platte mit einer dünnen Folie darauf. Sie funktionieren so, dass die Folie mit Hilfe des Stiftes an die Platte gedrückt wird, dort anhaftet und dadurch dunkler erscheint. Diese Tafeln können gelöscht werden, indem man die Folie wieder vom Untergrund trennt.

- Auch in den 1960er-Jahren existierten im freien Handel bereits Zaubertafeln, bestehend aus einer zwischen zwei durchsichtigen Folien flächig eingeschlossenen schwarz durchgefärbten Paste, die eine steife, flächig bunt gefärbte Hintergrundplatte vollkommen bedeckt. Durch mechanischen Druck mit einem – möglichst glatten und abgerundeten – Malwerkzeug oder mit den Fingern kann die Paste bewegt und lokal verdrängt werden, wodurch an diesen Stellen der bunt gefärbte Hintergrund sichtbar wird. Auch kann die gesamte Paste in der Mitte der Zaubertafel zusammengeschoben und als geschlossene dunkle Silhouette vor dem bunten Hintergrund bearbeitet werden. Zum Löschen wird die Paste mit einem Rakel in gleichmäßiger Dicke verteilt, so dass sie den Hintergrund wieder überall undurchsichtig bedeckt.